# مغبب صغير
مغبب صغير (الاسم العلمي: Anthochaera chrysoptera) (بالإنجليزية: Little Wattlebird)‏ هو نوع من الطيور يتبع جنس المغبب من فصيلة آكلات العسل.